# Sycor
Sycor ist ein Digitalisierungsdienstleister mit Hauptsitz in Göttingen und weltweit 8 Standorten. Das Unternehmen erbringt hauptsächlich Dienstleistungen in den Geschäftsfeldern SAP, Microsoft Dynamics 365 und Cloud Solutions.

## Geschichte
Das Unternehmen wurde 1998 in Duderstadt von Marko Weinrich und Rüdiger Krumes gegründet, die zuvor als Datenverarbeitungs-Abteilungsleiter bei Otto Bock tätig waren. Die GmbH zog etwa ein Jahr später nach Göttingen um und wurde in eine AG umgewandelt. 2002 wurde die AG wieder in eine GmbH umgewandelt.

## Produkte & Dienstleistungen
Sycor bietet eigene Lösungen und Services im Umfeld von SAP ERP- und Microsoft Dynamics 365. Zum Portfolio gehören außerdem IT-Outsourcing, Customer Relationship Management (CRM), Unified Communications, Industrie 4.0, Internet of Things (IoT) sowie Big Data. Sycor setzt Cloud-, On-Premise- und Hybrid-Lösungen um.